# Паисий Величковски
Вижте пояснителната страница за други личности с името Паисий.
Паисий Величковски е православен светец, родом от Полтава. Той се замонашва на Атон. Издирва намиращите се в забвение древни преписи на светоотеческите творения, превежда ги от старогръцки на църковнославянски език или поправя и допълва по тях старите несъвършени и повредени от неопитни преписвачи славянски преводи.
През 1763 г. се премества в Княжество Молдова заедно с 60 свои духовни последователи – монаси и послушници и основава школа. Там се превеждат редица аскетически произведения като „Наставление“ от св. Исаак Сирин, „Въпроси и отговори“ от св. Максим Изповедник, „Поучения“ от Св. преподобни Теодор Студит, „Наставления“ от авва Варсануфий и др.
Със своите преводи той слага ново начало на славянската аскетическа литература и възстановява исихазма след забрава от няколко столетия. Преди преводите на Паисий Величковски са съществували преводи на някои древни аскетически произведения, но те са вече остарели и редки. От грешки при многобройните преписвания често смисълът им е неясен или дори изгубен, а написаното в тях е забравено като ръководство за духовен живот.
Благодарение на трудовете на Паисий Величковски се появяват на църковнославянски език настолните книги за всеки монах „Добротолюбието“, „Лествицата“ и поученията на св. Исаак Сирин – незаменими пътеводители за подвижнически живот. Преводът на „Добротолюбието“ е завършен през 1793 г. и през същата година то е отпечатано в Санкт Петербург, като се превръща в една от най-четените духовни книги в Русия. До 1902 г. излизат 7 негови издания.
В школата на преп. Паисий Величковски работят редица българи, които след смъртта му се връщат в българските манастири и съживяват духовния живот – йеросхимонах Спиридон Рилски, Манасий Троянски и др. Тяхното влияние не е добре проучено.

## Издания
- Паисий Величковский, преп. Автобиография, жизнеописание и избранные творения по рукописным источникам ХVIII-ХIХ вв. Сост. П. Б. Жгун и М. А. Жгун. Общ. ред. Д. А. Поспелова, О. А. Родионова. М., 2004 (Smaragdos Philocalias).
- Паисий Величковский, преп. Автобиография. Житие. Сост. схимонах Митрофан. Сергиев Посад, Свято-Троицкая Сергиева лавра, 2007.
- Паисий Величковский, преп. Полемические произведения, поучения, письма на церковнославянском языке. М., 2007 (Smaragdos Philokalias).
- Паисий Величковски, преп. Полски кринове или прекрасни цветя. Зографски манастир, 2010.

## Изследвания
- Линца, Е. Паисий Величковски – един измежду последните големи църковнославянски книжовници. – Старобългаристика, 7, 1983, № 3, 14 – 42
- Житие преп. Паисия Нямецкого (Величковского). – В: Канонизация святых (тысячелетие крещения Руси). Троице-Сергиева Лавра, 1988;
- Aubry, М. Saint Paissius Velichkovsky (1722 – 1794) et la tradition patristique de l’Eglise orthodoxe. Paris, 1992.
- Тахиаос, А.-Э. Н. Возрождение византийского мистицизма старцем Паисием Величковским (1722 – 1794). – В: Свидетель Истины: памяти протопресвитера Иоанна Мейендорфа. Сост. А. В. Левитский. Екатеринбург, 2003, стр. 435 – 443.
- Тахиаос, А.-Э. Н. Предварительный список полной библиографии о старце Паисии Величковском. – – В: Свидетель Истины: памяти протопресвитера Иоанна Мейендорфа. Сост. А. В. Левитский. Екатеринбург, 2003, стр. 444 – 456.
- Паисий Величковски и неговата книжовна школа. Ред. Т. Коев, Г. Данчев и Д. Кенанов. Велико Търново, 1994 (Проглас).
- Paisij, lo starec. Atti del III Convegno ecumenico internazionale di spiritualita russa „Paisij Velickovskij e il suo movimento spirituale“. Bose, 20 – 23 settembre 1995. A cura di A. Mainardi. Bose, 1997.
- Кенанов, Д. Преводаческата школа на св. Паисий Величковски: търсене на истинните славянски книги. – В: Същият. Българистични простори, Пловдив и Велико Търново, 2007, 138 – 153.
- Кенанов, Д. Стихова прослава на Паисий Величковски. – В: Същият. Българистични простори, Пловдив и Велико Търново, 2007, 154 – 162.
- Кенанов, Д. Йеросхимонах Спиридон Рилски – българският ученик на Паисий Величковски. – В: Същият. Българистични простори, Пловдив и Велико Търново, 2007, 163 – 173.
- Майнарди, А. „Slavia Orthodoxa“ в эпоху Просвещения. Литературная деятельность старца Паисия Величковского. – Труды Отдела древнерусской литературы, 58, 2007, 927 – 939.